# Daniel Buser
Daniel Albin Buser (* 2. Januar 1954) ist ein Schweizer Zahnmediziner und emeritierter Professor für Oralchirurgie und Stomatologie an den Zahnmedizinischen Kliniken der Universität Bern.

## Leben
Daniel Buser studierte in Bern Zahnheilkunde und war von 2000 bis 2019 Professor und Direktor der Klinik für Oralchirurgie und Stomatologie an den Zahnmedizinischen Kliniken der Universität Bern. Buser verbrachte Sabbaticals an der Harvard University, am Baylor College of Dentistry in Dallas und an der Universität Melbourne.
Er war Präsident mehrerer Fachgesellschaften, unter anderem des Internationalen Teams für Implantologie (ITI), der weltweit grössten Fachgesellschaft in der Implantologie.
Neben der Zahnmedizin engagiert er sich in Bern als Präsident des Verwaltungsrats bei der Kursaal Bern AG. Im Weiteren ist Daniel Buser Verwaltungsrats-Präsident des Swiss Institute for Translational and entrepreneurial Medicine, das Entdeckungen und Produkte aus der industriellen Entwicklung und der Grundlagenforschung in die klinische Anwendung überführt.

## Forschungsschwerpunkte
Seine Forschungsgebiete sind im Bereich der Oberflächentechnologie von Zahnimplantaten, den Augmentationstechniken und der Langzeitstabilität von Implantaten. Buser ist mit seinem Team Autor und Ko-Autor von mehr als 400 Publikationen und Buchkapiteln.

## Engagement
Daniel Buser ist Präsident und Mitbegründer der Stiftung Spirit of Bern, die den Dialog zwischen Vertretern aus Wirtschaft, Wissenschaft und Politik fördert. Er ist Vorstandsmitglied des Handballclubs BSV Bern, Präsident des "Bärenclubs und Stiftungspräsident der Stiftung Jugendförderung Sport for Kids.

## Auszeichnungen
Er erhielt zahlreiche wissenschaftliche Auszeichnungen, unter anderem eine Honorarprofessur durch die University of Buenos Aires, dem Brånemark Osseointegration Award in den USA, dem Ehrensenator durch die University of Szeged in Ungarn, dem Schweitzer Research Award, der ITI Honorary Fellowship und dem Escow Implant Dentistry Award der New York University.
Er ist außerdem Ehrenmitglied der Schweizerischen Gesellschaft für Orale Implantologie.

## Veröffentlichungen (Auswahl)
- mit Jun-Young Cho, Alwin Leo: Chirurgisches Handbuch der oralen Implantologie: praktische Arbeitsschritte. Quintessenz-Verl.-GmbH, Berlin 2007, ISBN 978-3-938947-45-6
- mit Stephen Chen: Implant placement in post-extraction sites: treatment options. Quintessenz-Verlags-GmbH, Berlin 2008, ISBN 978-3-938947-14-2
- mit Stephen Chen: Implantationen in Extraktionsalveolen: Behandlungsansätze. Quintessenz-Verl.-GmbH, Berlin 2009, ISBN 978-3-938947-15-9
- Membrangeschützte Knochenregeneration in der Implantologie. Quintessenz-Verlag, Berlin 2010, ISBN 978-3-86867-010-3